# Protoptilum smitti
Protoptilum smitti är en korallart som beskrevs av Rudolf Albert von Kölliker 1872. Protoptilum smitti ingår i släktet Protoptilum och familjen Protoptilidae. Inga underarter finns listade i Catalogue of Life.